# キャットファイトプラス
『Cat Fight plus』（キャット・ファイト・プラス）は、Mopalのスポーツバラエティchで2007年10月から放送されているCat Panic Entertainmentのキャットファイト番組。現在月2回　木曜日に無料配信中。2009年7月にmopal.jpから配信。女性を徹底的に応援するをコンセプトに勝敗だけでなく彼女たちの紹介VTRをドキュメントで挿入している。また、対戦者カードによってはセクシーカットや煽りやトークバトルも入っている。現に一度だけの参戦者というのもありそういう意味では貴重な映像も多い。また、番組HP内の「メジャーマック」のブログにはリアルな彼女たちのメッセージーやセクシーショットも動画に投稿されている。

## 概要
- 女とオンナのガチバトルをテーマにCPE所属のキャットファイターを初め、他団体所属のファイターたちを交えガチバトルが展開。

## 今まで出演したファイター
- ラ・マルクリアーダ
- Aky
- ゆず
- えりんこ
- 夢子
- 声
- 森崎愛
- Mr.MANAI
- 鳳華
- エルガド
- 福山理子
- のぞみ
- AKIRA
- 美咲マリ
- 智美子45歳
- 藤原夏姫
- 愛沢早紀
- シャッターチャンス わか
- アップルみゆき
- 琴音

## レフリー
- ガッティー